# Grzegorz Braun

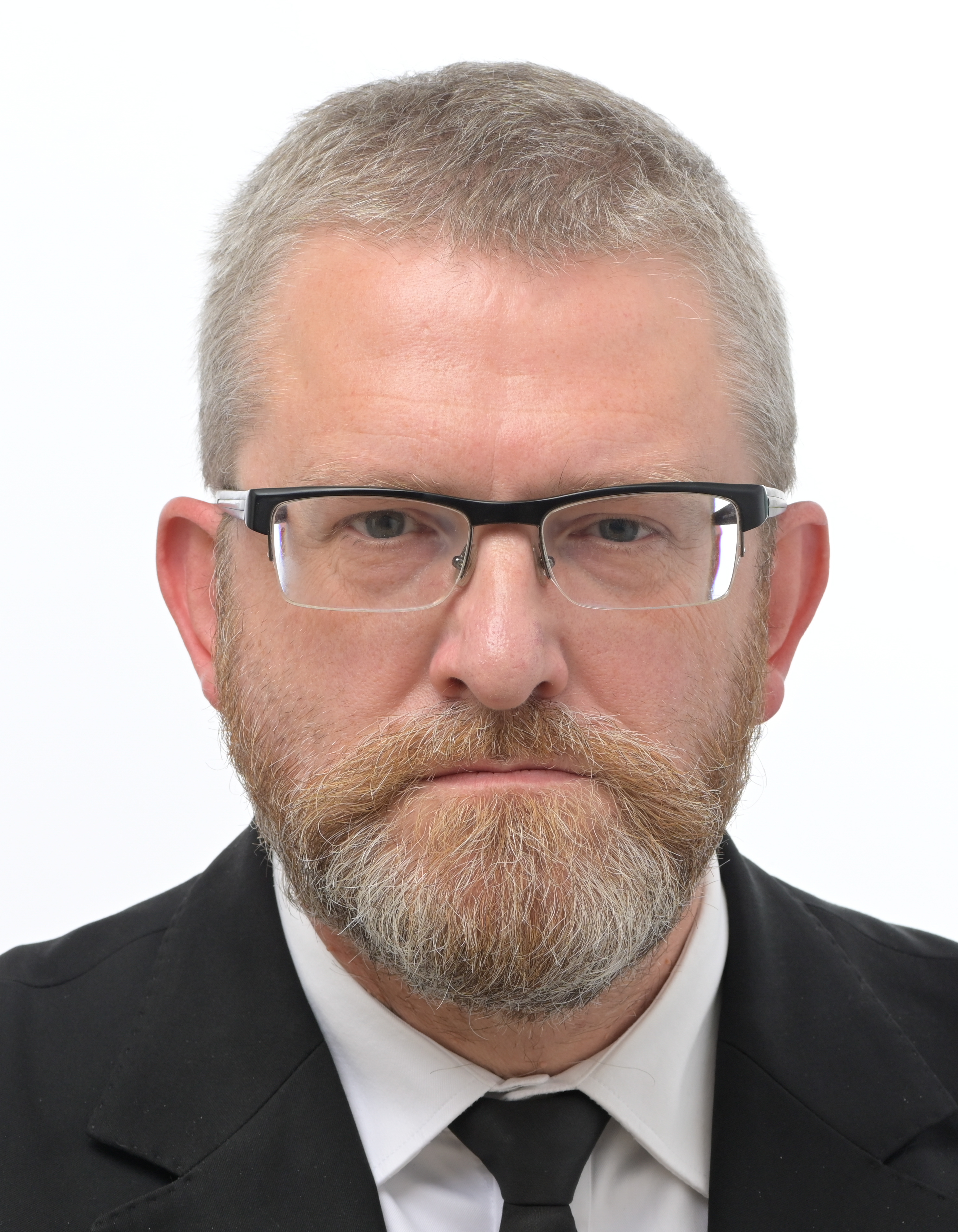
Grzegorz Braun

Grzegorz Michał Braun (Toruń, 11 maart 1967) is een Poolse extreemrechtse politicus, regisseur, scenarioschrijver, academisch docent en publicist. Hij was kandidaat voor het ambt van president van de Republiek Polen bij de verkiezingen van 2015. Hij is lid van de Sejm van de 9e termijn, voorzitter van de politieke partij Konfederacja Korony Polskiej en een van de leiders van de Confederation of Freedom and Independence. 

## Levensloop
Braun studeerde in 1990 af in Poolse Studies aan de Universiteit van Wrocław. Hij begon te werken aan deze universiteit en doceerde daar journalistiek tot 2007. In 1993 voltooide hij een postdoctorale studie aan de Faculteit Radio en Televisie van de Universiteit van Silezië.
In de jaren 1990-1994 was hij publicist en lid van de redactieraad van het kwartaalblad "Fronda". Later werkte hij voor Radio Wrocław. Als filmregisseur heeft hij meer dan 20 titels op zijn naam staan, waaronder de in in 2005 gemaakte documentaire Positieve pluspunten, negatieve pluspunten over de contacten van Lech Wałęsa met de SB. Hij is ook mede-maker van de televisieserie Table with Broken Legs en Errata for Biography, waarin agentthreads in de biografieën van beroemde Polen worden onthuld. Hij werd publicist in het maandblad "Opcja na Praw" en in het tweemaandelijkse tijdschrift "Magna Polonia".
Bij de parlementsverkiezingen in 2007 werd hij aangekondigd als kandidaat van de Real Politics Union voor de Senaat, maar hij verzamelde niet het vereiste aantal handtekeningen om mee te doen.
Op 24 januari 2015 kondigde hij zijn besluit aan om zich kandidaat te stellen voor het ambt van president van de Republiek Polen bij de verkiezingen van 2015. Bij de verkiezingen van 10 mei behaalde hij de 8e plaats van de 11 kandidaten en won hij 124.132 stemmen (0,83% van de geldige stemmen). Hij kondigde aan dat hij in de tweede ronde op Andrzej Duda zou stemmen. Voor de parlementsverkiezingen in hetzelfde jaar benoemde hij KWW Grzegorz Braun tot "God zegene!", die zich in sommige kiesdistricten kandidaat stelde voor de Sejm en één kandidaat voor de Senaat opstelde. Grzegorz Braun zelf deed niet mee. 
In juni 2019 kondigde hij de oprichting aan van zijn eigen partij, Konfederacja Korony Polskiej, die de volgende maand lid werd van de federale partij Confederation of Freedom and Independence (KKP werd geregistreerd in januari 2020). Bij de parlementsverkiezingen in 2019 opende hij de lijst van de WiN Confederatie in het district Rzeszów, won 31.148 stemmen en verkreeg het mandaat van parlementslid van de Republiek Polen voor de 9e termijn. Hij nam deel aan de door haar georganiseerde voorverkiezingen om een kandidaat te selecteren voor de presidentsverkiezingen in 2020, waarbij hij in de laatste confrontatie verloor van Krzysztof Bosak van de Nationale Beweging. In 2021 kondigde hij zijn kandidatuur aan bij vervroegde verkiezingen voor het ambt van president van Rzeszów. Bij de verkiezingen die op 13 juni 2021 plaatsvonden, behaalde hij de vierde plaats met 9,1% van de stemmen.

## Politieke standpunten
Grzegorz Braun beweert dat hij de traditionele leer van de katholieke kerk over morele zaken volledig steunt. Hij is een voorstander van een totaal verbod op abortus en in-vitrofertilisatie, die hij omschrijft als "een slechte procedure". Pleit voor de doodstraf (voor "moordenaars, verraders, spionnen en deserteurs"). Hij werkt samen met de Organisatie van Poolse Monarchisten, voor wie hij ideologische lezingen hield tijdens bijeenkomsten in Warschau en Wrocław. 
Hij is een tegenstander van de Europese Unie, die hij omschrijft als een "Eurokolchoz". Hij spreekt ook als theoreticus over de gewenste politieke veranderingen in Polen en de evolutie van democratie naar monarchie. Racisme en chauvinisme, die naar zijn mening voortkomen uit de scheiding van de bronnen van de Latijnse beschaving, noemt hij "afwijking" en "een uiting van tribaal denken".
Hij deelde samenzweringstheorieën dat de COVID-19-pandemie niet bestaat en slechts een uitvinding is van de reguliere media en politici. Hij promootte het boek "False Pandemic. Kritiek op wetenschappers en artsen” uitgegeven door zijn stichting “Osuchowa”. 
Grzegorz Braun staat bekend om zijn scherpe kritiek op het protestantisme, en vooral op Maarten Luther. In 2018, in de kluis van Fr. Piotr Natanek in Grzechynia, nam hij deel aan een discussie over het protestantisme, de reformatie en de regisseursfilm Luther en de protestantse revolutie, samen met een priester en Agnieszka Jezierska - een vermeende mysticus die openbaringen zou ontvangen van de Moeder Gods en Jezus. Tijdens de bijeenkomst spraken de sprekers zich uit tegen de oecumenische dialoog, die de legitimiteit van het Tweede Vaticaans Concilie en andere verklaringen en overeenkomsten tussen de rooms-katholieke kerk en sommige protestantse gemeenschappen zou ondermijnen.
Liberale en linkse kringen hebben Grzegorz Braun herhaaldelijk bekritiseerd vanwege zijn uitspraken over joden en het jodendom en hem beschuldigd van antisemitisme. Olga Tokarczuks roman "Księgi Jakubowe" werd beschouwd als "anti-Poolse, anti-katholieke fantasmagorie" waarin Tokarczuk "een postume rituele moord pleegde" op bisschop Kajetan Sołtyk, volgens Braun een nationale held.
In september 2021, na het einde van zijn toespraak in de Sejm, bedreigde hij publiekelijk de minister van Volksgezondheid, Adam Niedzielski, door hem aan te spreken met de woorden "Je zult hangen", wat een golf van verontwaardiging veroorzaakte in de plenaire zaal en leidde tot de schorsing van de zitting. Het presidium van de Sejm legde de plaatsvervanger de hoogst mogelijke straf op in de vorm van een verlaging van zijn salaris met 50% en intrekking van de toelage van de plaatsvervanger voor 6 maanden. Echter, slechts 4 dagen nadat de straf was opgelegd door het presidium van de Sejm, organiseerden de sympathisanten van de politicus een online collecte, wat resulteerde in de snelle inning van meer dan PLN 120.000, die Braun besteedde aan "activiteiten gericht op het verzamelen van bewijs van misdaden en misdaden". gepleegd in verband met van COVID-19.”
In maart 2022 viel hij het pand van het Instituut voor Cardiologie binnen. Primaat van het millennium Kardinaal Stefan Wyszyński en worstelde met de directeur van het instituut, Łukasz Szumowski.Nadat Wojciech Olszański het Kalisz-statuut had verbrand, veroordeelden politici van de Confederatie de antisemitische daad, terwijl Braun Olszański verdedigde en tegen het nemen van consequenties tegen de organisatoren van het evenement was. van een wettelijke basis om hen te straffen.
Na de agressie van Rusland tegen Oekraïne veroordeelden parlementsleden van de Confederatie de daad van agressie, terwijl Braun een Twitter-bericht plaatste waarin hij eiste het grondgebied van de Republiek Polen niet open te stellen en geen vluchtelingen op te nemen. In september 2022 organiseerde de partij van Grzegorz Braun een mars en een piket in Warschau onder de slogan "Stop de Oekraïnerisatie van Polen". Het propagandakanaal van het Kremlin, het kanaal Rossiya 1, deed uitgebreid verslag van een kleine anti-Oekraïense mars georganiseerd door Grzegorz Braun.
In januari 2023 vernielde hij een kerstboom die deel uitmaakte van het decor van het gebouw van de rechtbank in Krakau.. Op 30 mei 2023 onderbrak hij een lezing van prof. Jan Grabowski over de Holocaust. Hij vernielde de microfoon en luidspreker en beledigde de professor door hem te bevelen het land te verlaten.